# Белосельский, Андрей Михайлович

Князь Андрей Михайлович Белосельский (8 марта 1735, Москва — 28 января 1776, Марсель, Франция) — русский дипломат из рода князей Белосельских, посланник в Саксонии в 1766—1776 гг.

## Биография
Родился в семье вице-адмирала князя М. А. Белосельского и его второй жены Натальи, дочери графа Григория Чернышёва и Авдотьи Ржевской. Его младший брат — князь Александр Михайлович Белосельский-Белозерский. С детских лет был записан в гвардию, действительную службу начал в 19 лет в Преображенском полку. Через три года отправлен в Лондон «для обучения в министерских делах и обхождениях». В 1760 году был переведён из гвардии капитан-поручиков в армию полковником. Тогда же поступил в штат русского посольства в Париже.
Во французскую столицу вместе с князем последовала и его молодая супруга Анна Фёдоровна (1740—1796), наследница большого состояния своего отца Фёдора Васильевича Наумова. Художник Рослен в 1762 году написал в Париже парные портреты супругов. Вскоре молодая княгиня, постоянно ссорившаяся с мужем, навсегда покинула князя Белосельского и поселилась в Москве в громадном каменном доме своего отца.
В 1766 году камергер князь А. М. Белосельский был переведён посланником в Дрезден, где (по свидетельству де Корберона) наделал множество долгов. Это заставило его искать примирения с богатой супругой. В 1773 году он обратился к Екатерине II с жалобой на жену, в которой просил «принудить её к должному по законам повиновению». Императрица на это поручила московскому губернатору М. Н. Волконскому наладить семейную жизнь четы Белосельских:
Поручаю Вам, призвав её к себе, стараться уговорить её, чтобы она с мужем примирилась и к нему ехала жить. Вы можете ей сказать, что мне весьма приятно будет, если она примирится со своим мужем и к нему приедет. Дайте ей при этом знать, что в сем случае все законы против неё, и чтобы я не строгостию оных, но и наипаче кротостью желала решить справедливую мужа её просьбу.
Как следует из воспоминаний Болотова, княгиня Белосельская к тому времени связалась с тремя не безукоризненной репутации братьями Салтыковыми — Александром, Алексеем и Борисом, — которые, по слухам, впутав её в какую-то секту, вселились к ней в дом и стали распоряжаться её имением. Узнав об этом, императрица объявила Волконскому, что не намерена «делать потачку молодым людям в развратном житье»; впрочем, и преследовать их не стала.
Тем временем князь Белосельский скоропостижно скончался от удара «в Марсели по пути на воды для лечения». По законам старого порядка движимое имущество иностранцев, умерших во Франции, должно было отойти в королевскую казну, однако русский консул завязал переписку, которая продлилась три года и закончилась отказом короля от наследства при взыскании 10 % в пользу делопроизводителей. Был награждён польским орденом Белого Орла от короля Станислава Августа.
В России долго считали Белосельского без вести пропавшим и много лет спустя после его смерти ещё продолжали появляться разные проходимцы с уверениями, что он жив, и с вымогательством денег у его младшего брата и наследника Александра, который сменил его на посту русского посланника в Дрездене.
Вдова его на старости лет сблизилась со своим кузеном Петром Самариным, от которого перед смертью родила сына, наречённого Петровским, впоследствии известного коннозаводчика. Его потомки от связи с цыганкой Марией Даниловной, увезённой из хора, также носили фамилию Петровских и имели дворянское звание.